# Дуб черешчатий (Велика Багачка)
Дуб чере́шчатий — ботанічна пам'ятка природи місцевого значення в Україні. Розташована в межах смт Велика Багачка Полтавської області, вул. Шевченка, 73 (на території стадіону). 
Площа 0,02 га. Статус надано згідно з рішенням облвиконкому № 329 від 22.07.1969 року. Перебуває у віданні: Великобагачанська селищна рада. 
Статус надано для збереження одного екземпляра вікового дуба. За деякими оцінками вік дерева бл. 750 років. Обхват дерева на висоті 1,3 м. становив у 2016 році 792 см., у 2021 році - 805 см.

## Галерея

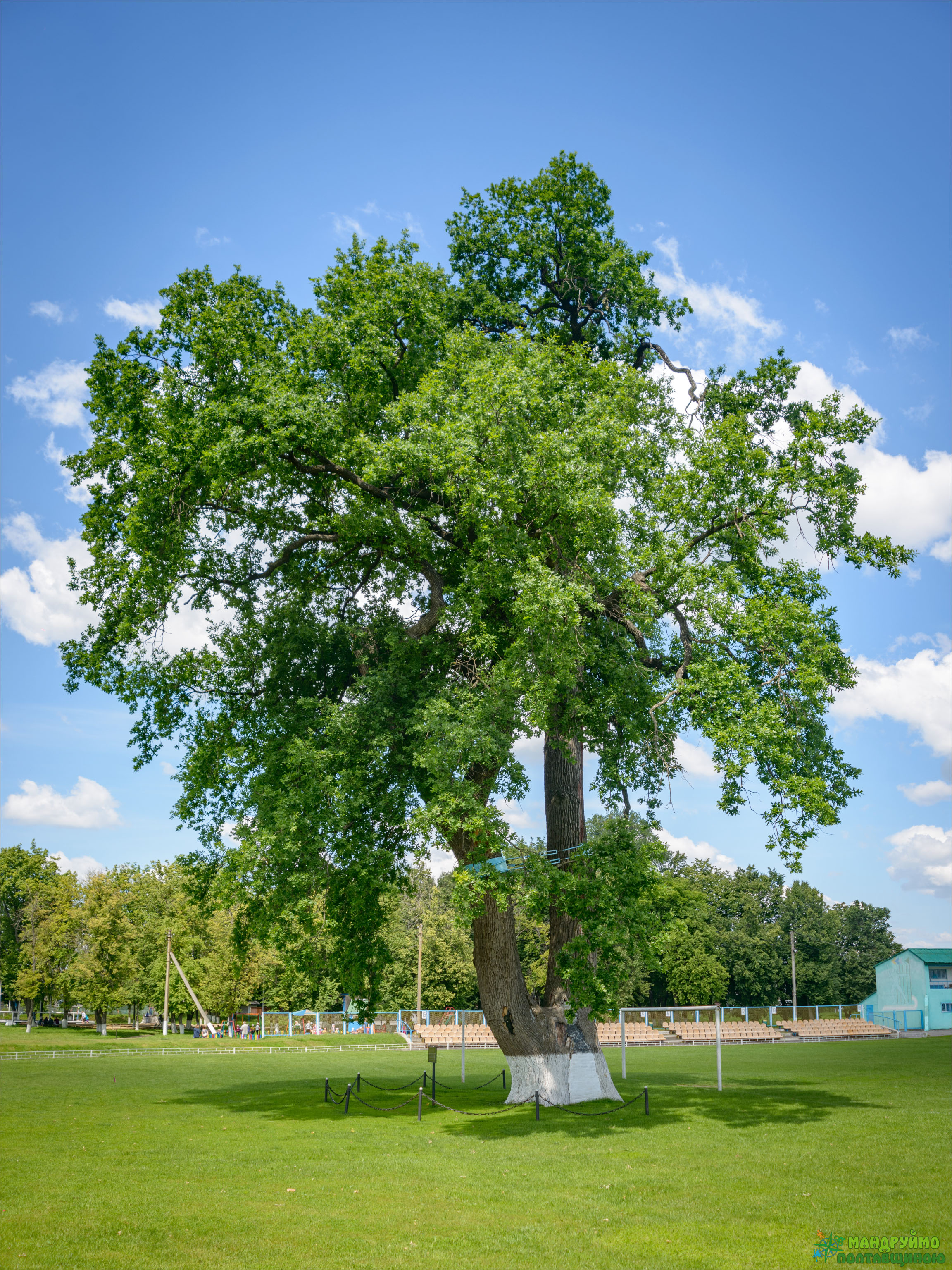
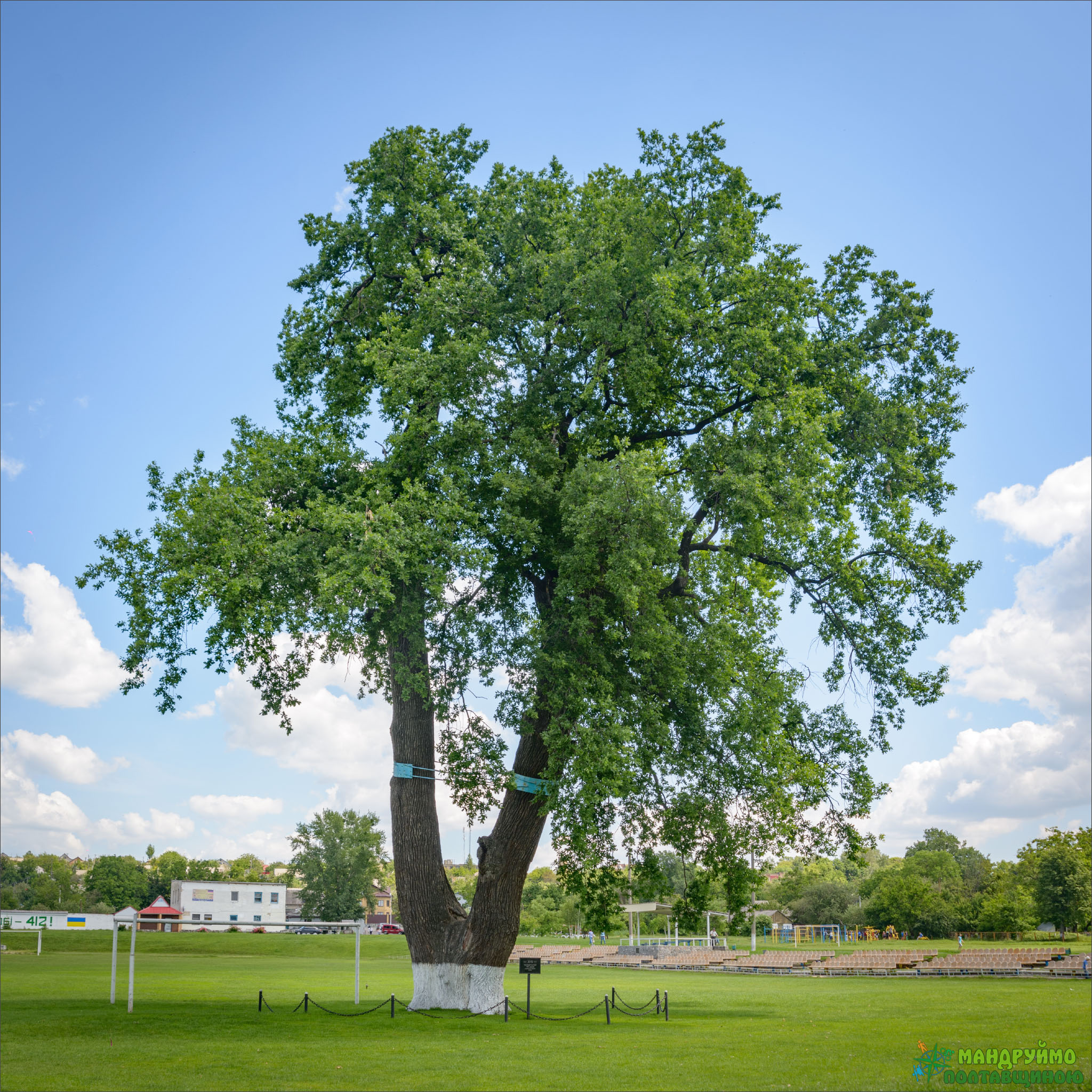
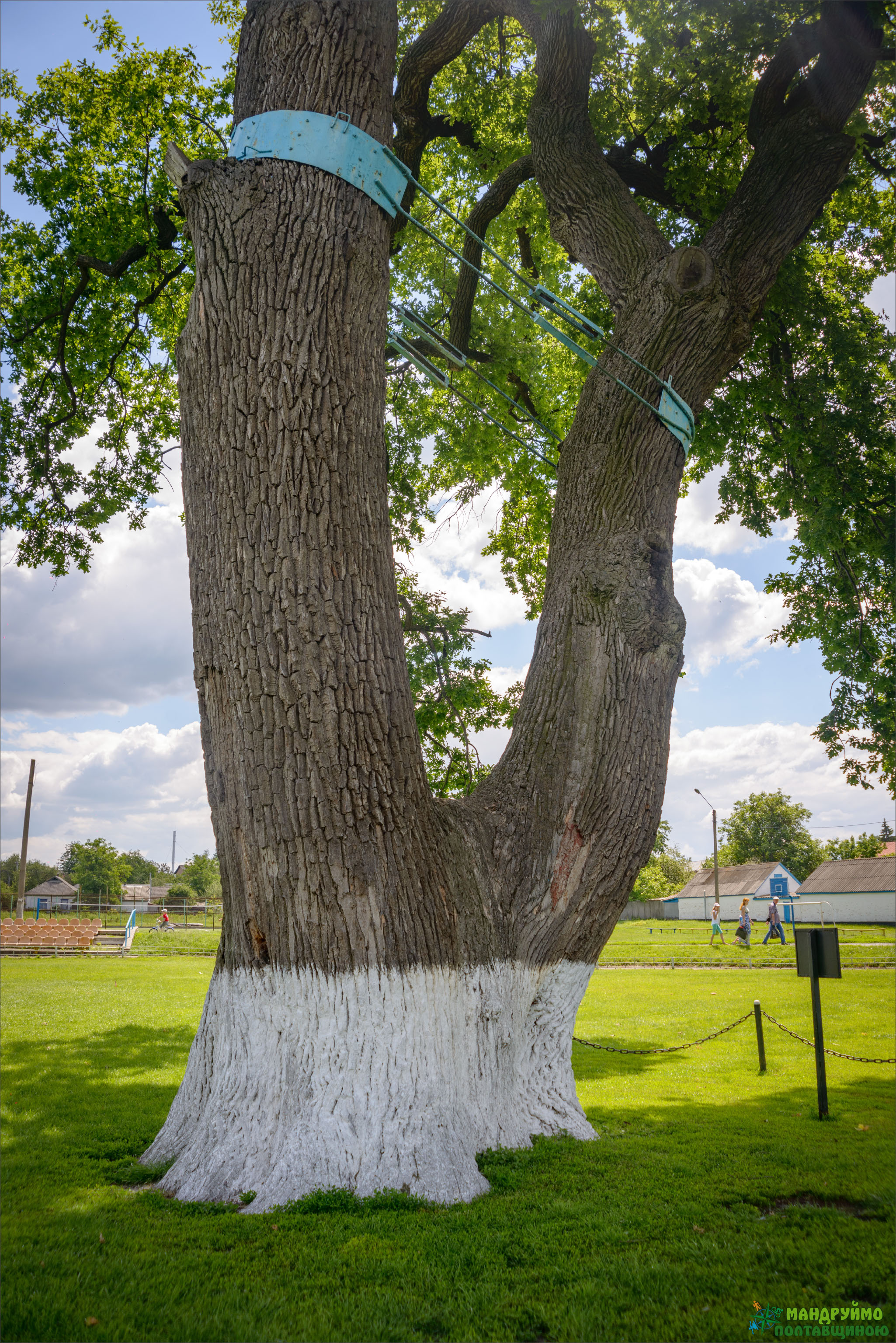
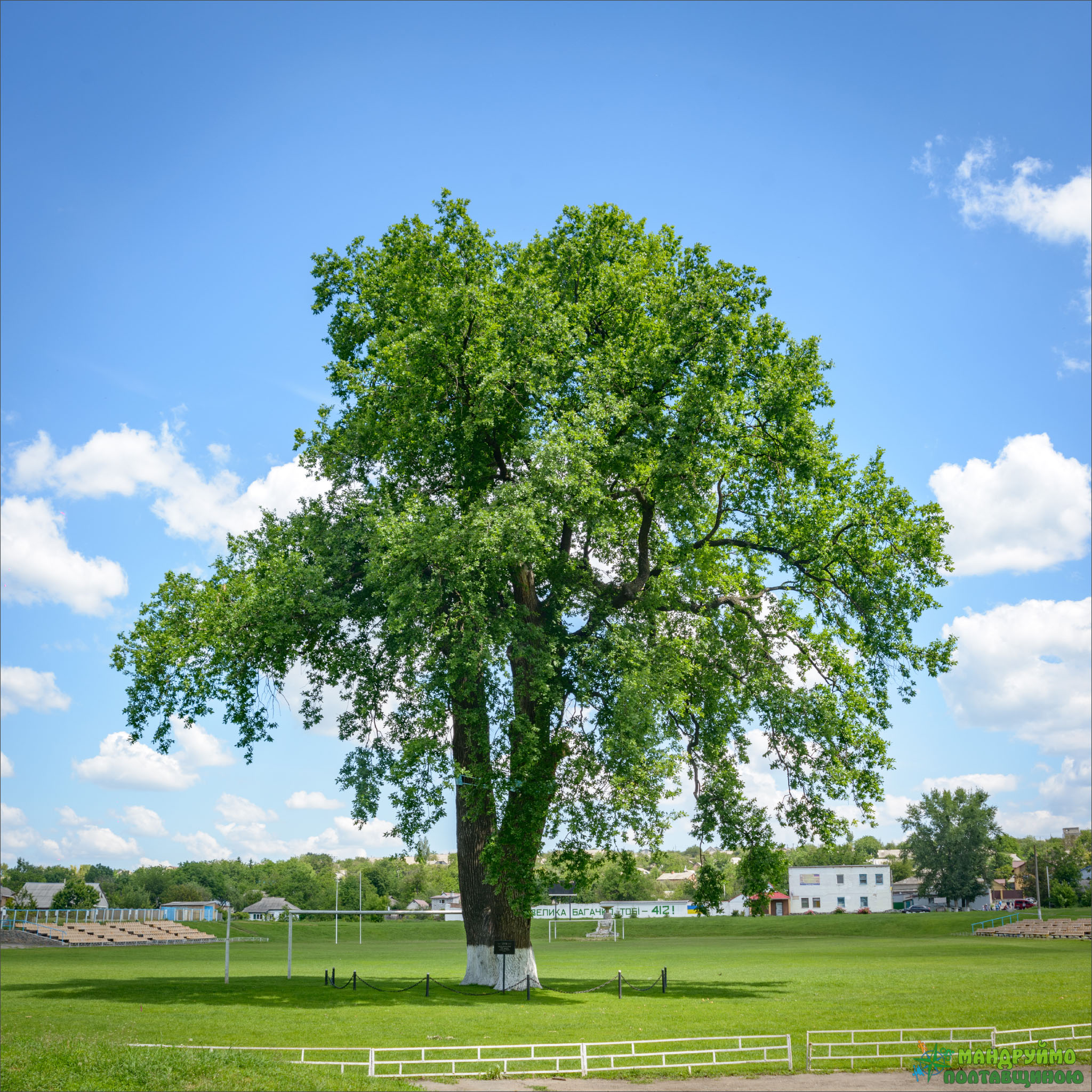
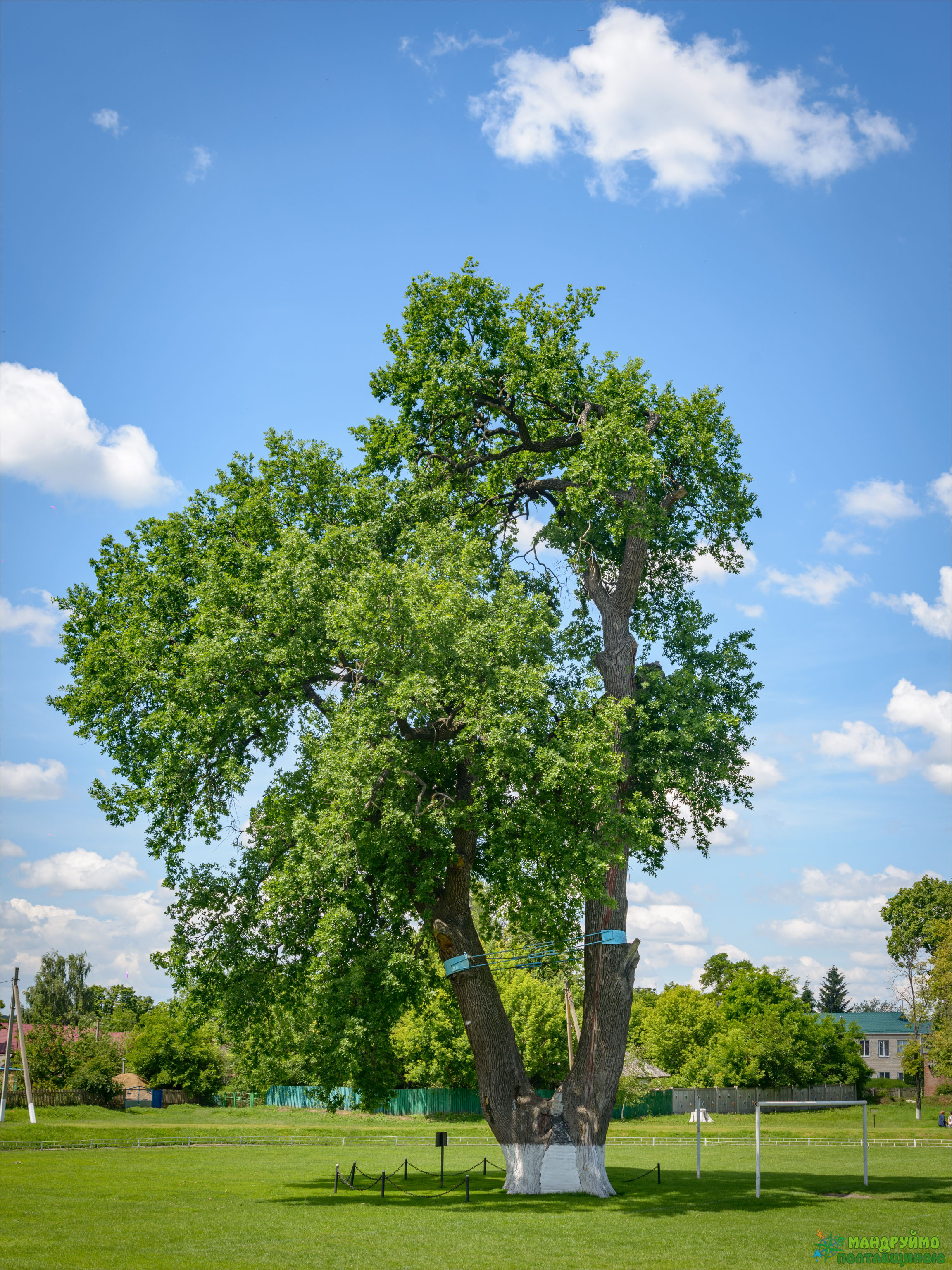
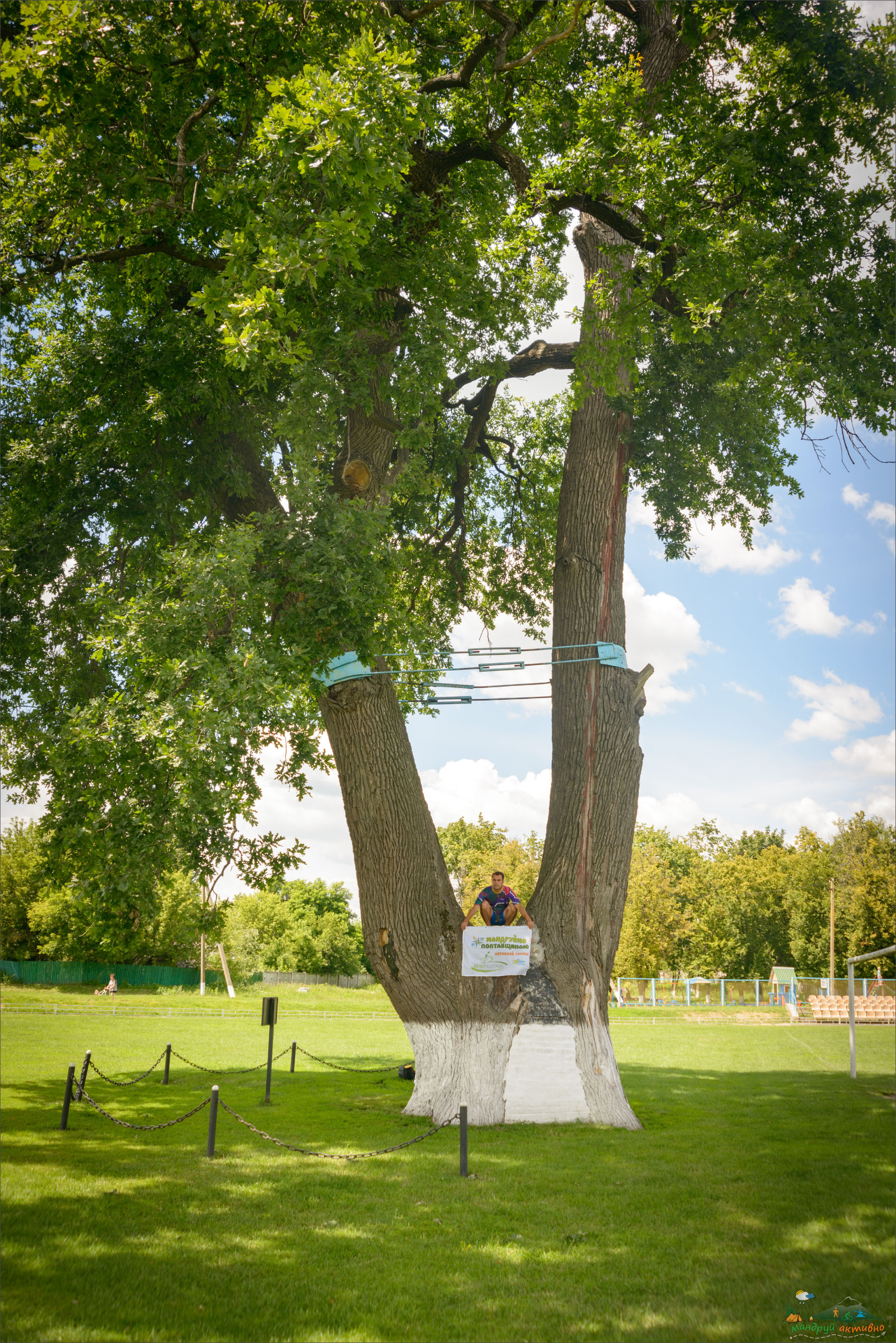
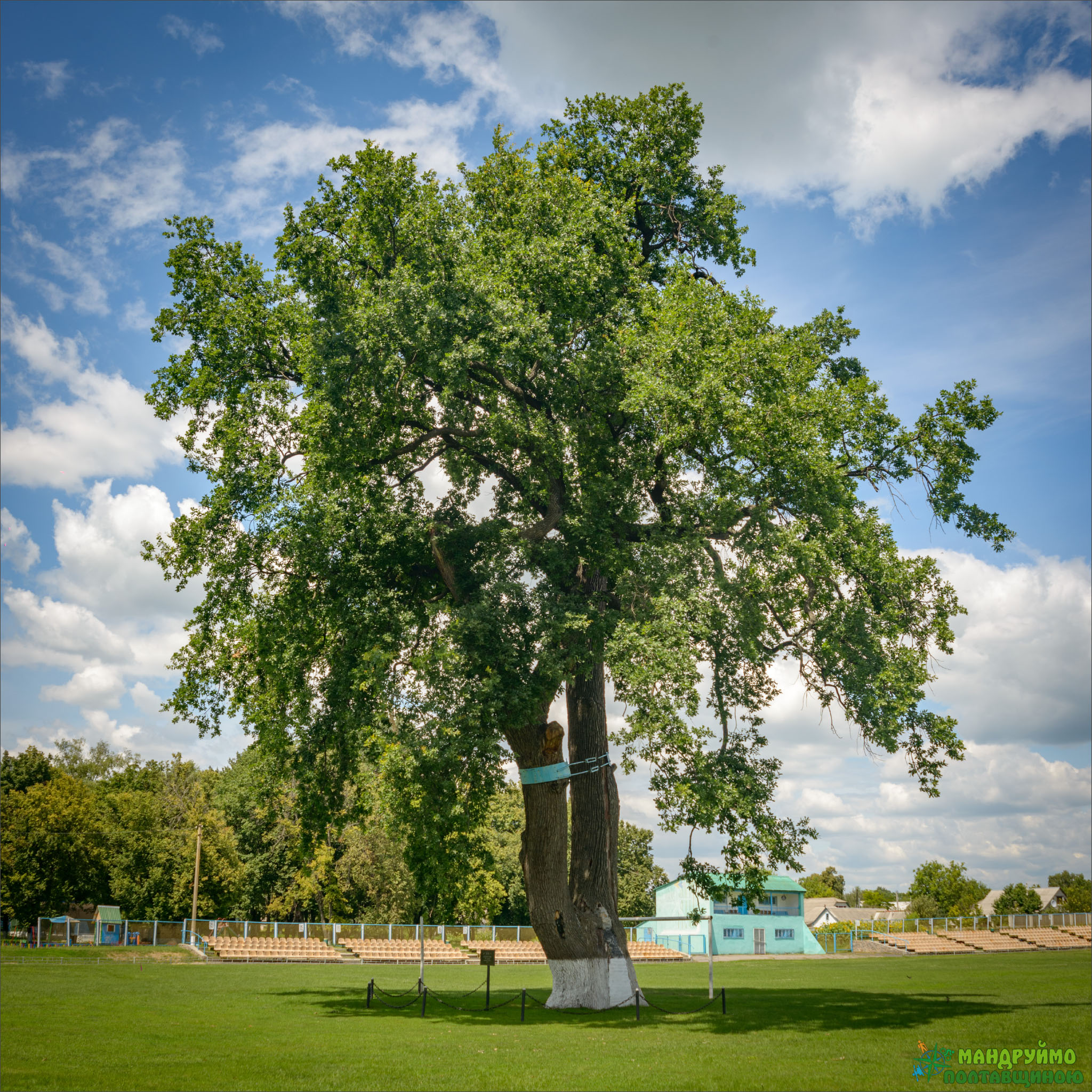
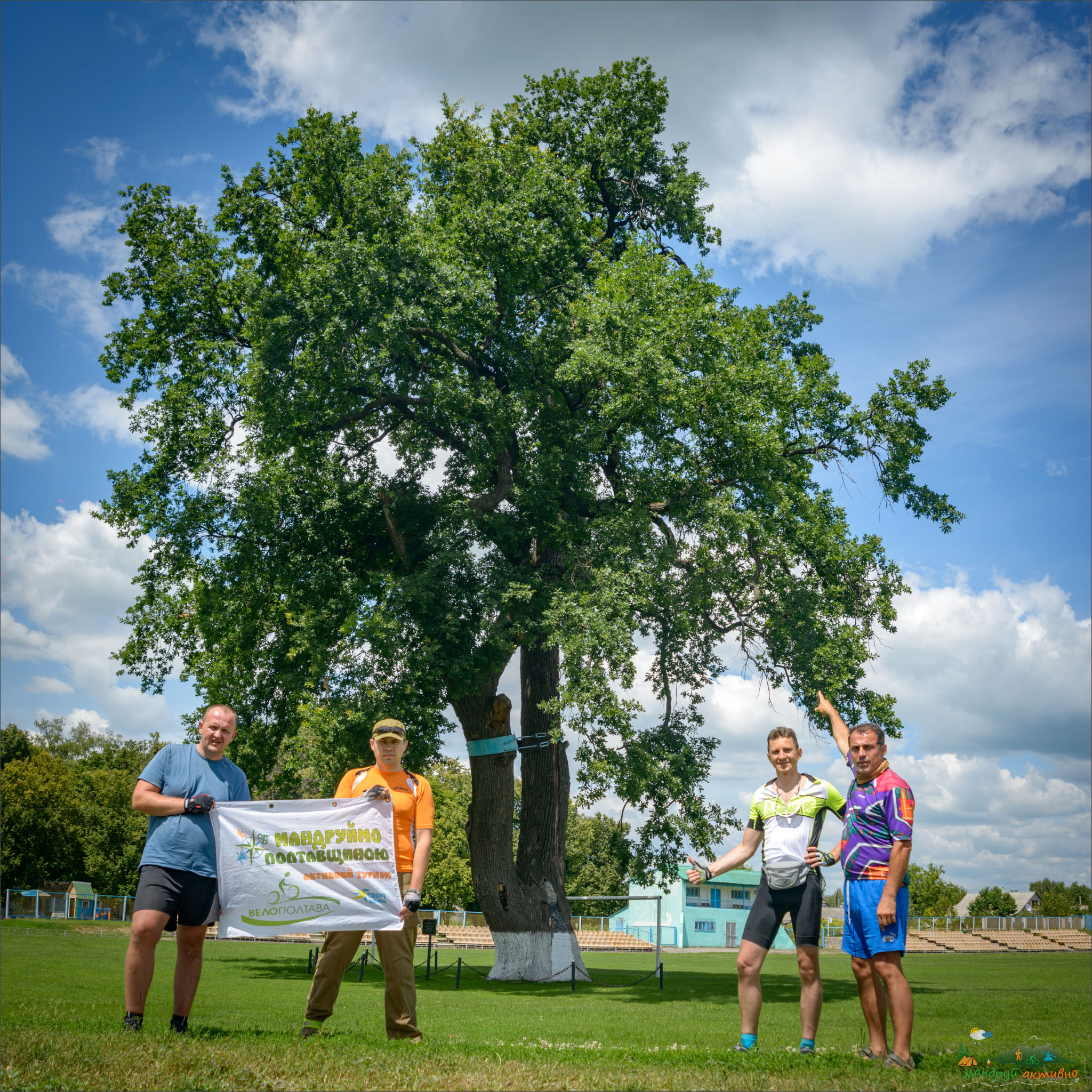
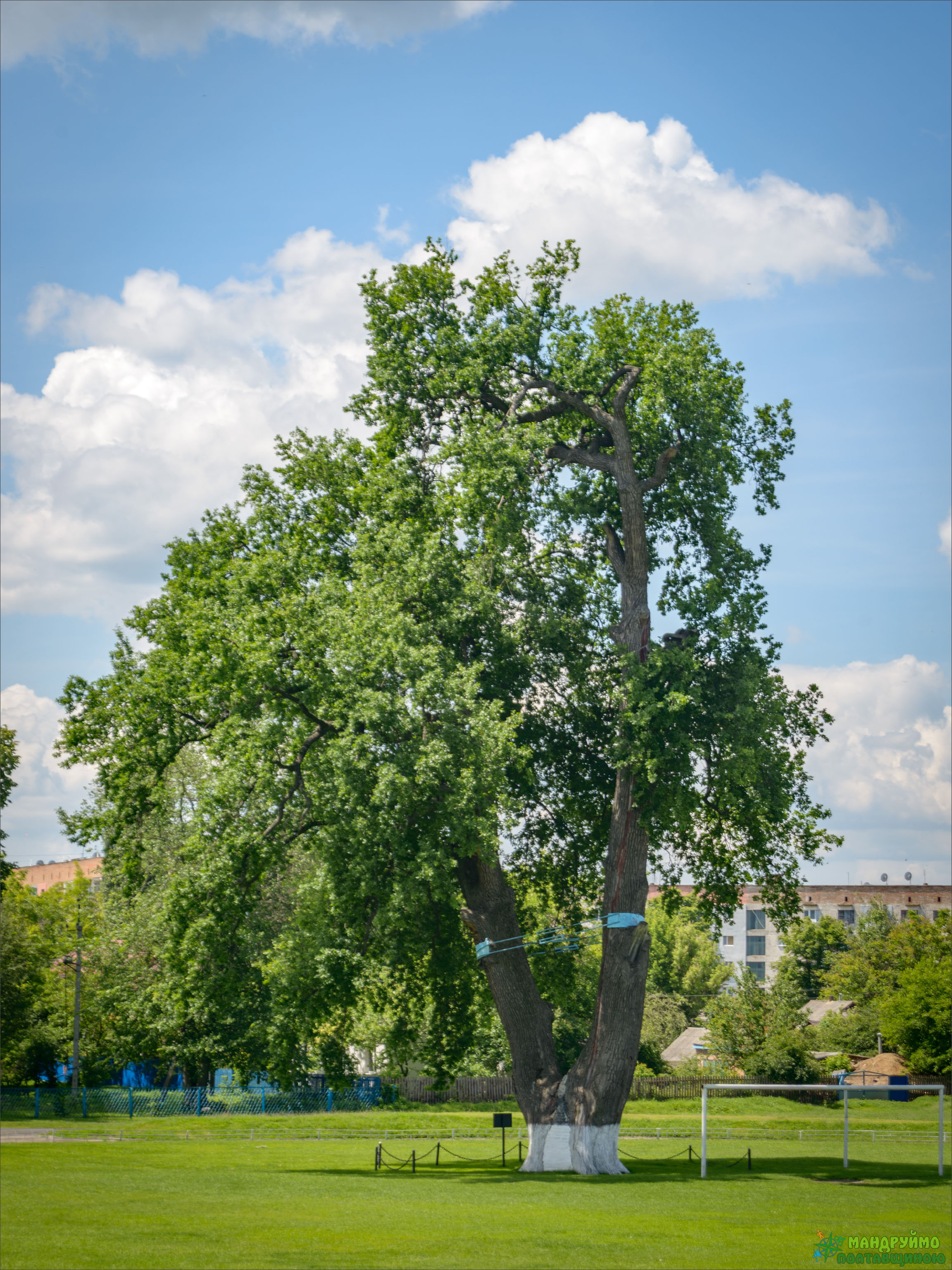